# Institut coréen du développement maritime
L'Institut coréen du développement maritime (Korea Maritime Institute, ou KMI) est un institut de recherche sud coréen dont le bâtiment principal est situé à Busan, et possédant des laboratoires présents en Corée du Sud et dans le monde. Fondé en 1984 en tant qu'institut de recherche spécialisé en économie maritime, il subit de profondes modifications en 1997 pour devenir l'institut coréen du développement maritime, spécialisé en recherche maritime et côtière, en logistique et politique maritime, ainsi que dans le secteur de la pêche.

## Histoire
En 1984, l'institut de recherche coréen spécialisé en économie maritime est fondé.
À la suite d'une restructuration et d'un regroupement des différentes institutions de recherche dans le pays, l'institut coréen de développement maritime est refondé en 1997, après que l'Assemblée Nationale coréenne ait approuvé un budget alloué au développement de la recherche maritime du pays. En 1999, il est associé au bureau du premier ministre sud-coréen, pour conseiller les décisions économiques et politiques liées à l'industrie maritime coréenne.

## Organisation et actions

### Missions et attributions
L'institut coréen du développement maritime a pour but d'étudier et de préserver les océans coréens. Il permet également la promotion de l'industrie de la pêche coréenne, et aide des institutions publiques et privées à promulguer des mesures sur les océans, la pêche ou les politiques maritimes. Le KMI effectue ainsi plusieurs rapports, sur plusieurs domaines, relatant de l'état d'un domaine maritime en particulier à un instant donné, comme les exportations de pêche, par exemple, aboutissant à de nouvelles politiques locales ou accords internationaux. L'institut coréen du développement maritime construit également plusieurs plateformes qui ont pour but de collecter, standardiser, analyser et partager des données récoltées, dans le but de maintenir l'économie maritime sud coréenne.
La supervision et l'étude de la pêche coréenne est également l'une des missions du KMI, qui lutte notamment contre la pêche illégale dans les eaux coréennes,,. Les chercheurs de l'institut coréen de développement maritime alertent également su les dangers de la surpêche sur l'économie locale, mais également sur ses conséquences écologiques et climatiques.
Parmi les activités de recherche principales du KMI, on retrouve des axes logistiques ou politiques,,.
L'institut coréen du développement maritime possède également une mission écologique et climatique,, cherchant à protéger la biodiversité et les écosystèmes marins coréens, mais également à réduire l'impact énergétique de l'industrie marine et portuaire coréenne,.
L'industrie navale sud-coréenne est également analysée par les chercheurs du KMI.

### Organisation
Bénéficiant d'un budget de 25 millions de dollars en 2008, l'institut coréen du développement maritime emploie environ 180 salariés, avec une cinquantaine de doctorants parmi les chercheurs.
Plusieurs centres de recherche dépendent directement du KMI. Par exemple, le centre de recherche coréen des îles Liancourt, établi en 2006 et ayant pour but d'affirmer la souveraineté de la Corée du Sud sur cet îlot, à travers des recherches scientifiques et sociologiques,. Le centre de recherche conjoint coréen-américain de Rhode Island, dont les missions principales incluent l'optimisation de l'utilisation des ressources maritimes et côtières, mais également le développement de l'industrie océanique, dépend également du KMI. Une coopération, chapeautée par l'institut coréen du développement maritime, est également effective entre la Corée du Sud et l'Espagne, sur Las Palmas, notamment dans le domaine de l'aquaculture et de la préservation côtières. Le KMI effectue également des partenariats avec d'autres instituts coréens, comme l'institut coréen de recherche polaire, notamment dans la recherche scientifique en dehors de Corée.
Le KMI cherche également à promouvoir la diffusion scientifique, accordant plusieurs bourses de recherche dans plusieurs domaines liés à l'industrie maritime, comme le développement de la préservation de l'Arctique.
Parmi les doyens de cet institut de recherche, on retrouve Yoon Jin-sook, ancienne ministre sud-coréenne des océans et de la pêche.

## Relations internationales
L'institut est membre de l’Université de l'Arctique. UArctic est un réseau international d’universités, d’instituts de recherche et d’organisations ayant pour but de promouvoir, coordonner et soutenir la recherche ainsi que l’éducation en régions arctiques.